# Vaalgeel vetsteelkelkje
Het vaalgeel vetsteelkelkje (Allophylaria byssacea) is een schimmel behorend tot de familie Pezizellaceae. Het leeft saprotroof op afgevallen bladeren van zegge (Carex). Het komt voor in rietlanden en oevervegetatie.

## Verspreiding
In Nederland komt het zeldzaam voor.